# ملف أي إن أي
(بالإنجليزية: INI file)‏ هو ملف معيار غير رسمي لملفات الإعداد لبعض البرمجيات والمنصات، وهو يمكن أن يكون ببساطة ملفًا نصيًّا بامتداد .txt يحتوي على أقسام مثل خواص properties وقيم values.

في إم أس دوس وويندوز من النوع 16 بت يكون ملف التكوين والتهيئة أي إن أي هو الملف الرئيسي للإعدادات وتركيب ميزات التطبيقات ونظام العمليات وبرامج تشغيل الأجهزة drivers والخطوط ومهيئات بداية التشغيل وغيرها .
في ويندوز إن تي أدخلت ميكروسوفت ما يسمى سجل النظام registry وبدأت في إرشاد المطوريين لإستخدام ملفات أي إن أي ، كل إصدار تابع لويندوز أستخدم سجل نظام لتهيئة وإعداد النظام ، والتطبيقات المبنية على منصات دوت نت .NET Framework إستخدمة ملف إكس أم أل Xml كملف تهيئة وتكوين وإعداد .
الاسم أي إن أي تم أخذه من الامتداد المشهور .INI لملفات التهيئة وهي تعني initialization بعض امتدادات ملفات التهيئة الأخرى مثل .CFG و .conf

و .TXT 
.
نظام لينكس ونظام يونكس يستخدمان نفس البنية لتهيئة النظام، بالإضافة إلى بعض برمجيات المنصات الإدارية تستخدم نفس نظام التهيئة لانها سهلة القراءة للمستخدمين وسهلة التحليل وليسة معقدة.

## بنية الملف أي إن أي

### مفاتيح وخواص
```
name
=
value

```

### أقسام
```
[section]

a
=
a

b
=
b

```

### تعليقات
```
; comment text

```

## ميزات أخرى مختلفة

### تعليقات
```
#var=a

```

```
#[section]

# var=a

```

### حروف التهرب
(بالإنجليزية: Escape Characters)‏